# Beleynesh Oljira
Beleynesh Oljira (ur. 26 czerwca 1990 w Amharze) – etiopska lekkoatletka specjalizująca się w biegach długich. 
W 2011 zdobyła srebro mistrzostw świata w biegach przełajowych w klasyfikacji drużynowej. Piąta zawodniczka biegu na 10 000 metrów podczas igrzysk olimpijskich w Londynie (2012). Na początku 2013 zdobyła brąz indywidualnie oraz srebro drużynowo w trakcie trwania mistrzostw świata w biegu na przełaj w Bydgoszczy. W tym samym roku została brązową medalistką mistrzostw świata w Moskwie na dystansie 10 000 metrów. W 2014 stanęła na najniższym stopniu podium mistrzostw Afryki w Marrakeszu. Medalistka mistrzostw Etiopii.

## Osiągnięcia
| Rok  | Impreza                                   | Miejsce      | Konkurencja           | Pozycja     | Wynik    |
| ---- | ----------------------------------------- | ------------ | --------------------- | ----------- | -------- |
| 2011 | Mistrzostwa świata w biegach przełajowych | Punta Umbría | indywidualnie         | 10. miejsce | 25:40    |
| 2011 | Mistrzostwa świata w biegach przełajowych | Punta Umbría | drużynowo             | 2. miejsce  |          |
| 2012 | Mistrzostwa Afryki w biegach przełajowych | Kapsztad     | indywidualnie         | 5. miejsce  | 27:12    |
| 2012 | Igrzyska olimpijskie                      | Londyn       | bieg na 10 000 metrów | 5. miejsce  | 30:45,56 |
| 2013 | Mistrzostwa świata w biegach przełajowych | Bydgoszcz    | indywidualnie         | 3. miejsce  | 24:33    |
| 2013 | Mistrzostwa świata w biegach przełajowych | Bydgoszcz    | drużynowo             | 2. miejsce  |          |
| 2013 | Mistrzostwa świata                        | Moskwa       | bieg na 10 000 metrów | 3. miejsce  | 30:46,98 |
| 2014 | Mistrzostwa Afryki                        | Marrakesz    | bieg na 10 000 metrów | 3. miejsce  | 32:49,39 |
| 2015 | Mistrzostwa świata w biegach przełajowych | Guiyang      | indywidualnie         | 9. miejsce  | 26:29    |
| 2015 | Mistrzostwa świata                        | Pekin        | bieg na 10 000 metrów | 9. miejsce  | 31:53,01 |
| 2017 | Mistrzostwa świata w biegach przełajowych | Kampala      | indywidualnie         | 8. miejsce  | 32:53    |
| 2017 | Mistrzostwa świata w biegach przełajowych | Kampala      | drużynowo             | 2. miejsce  |          |

## Rekordy życiowe
- bieg na 3000 metrów – 8:38,55 (20 maja 2016, Ostrawa)
- bieg na 5000 metrów – 14:42,57 (27 maja 2016, Eugene)
- bieg na 10 000 metrów – 30:26,70 (1 czerwca 2012, Eugene)
- bieg na 10 kilometrów – 31:07 (1 marca 2010, Marsylia) rekord Etiopii.
- półmaraton – 67:27 (27 listopada 2011, Nowe Delhi)
- maraton – 2:25:01 (25 stycznia 2013, Dubaj)